# Vittel (eau minérale)
Pour les articles homonymes, voir Vittel (homonymie).
Vittel est une marque d'eau minérale en bouteille française moyennement minéralisée appartenant à  Nestlé Waters, division eaux de la multinationale agroalimentaire Nestlé depuis 1992.
Vittel fait partie de la Société des eaux de Vittel, comprenant Hépar et Contrex.
L'impact écologique du prélèvement de Vittel sur la nappe phréatique est mis en avant par de nombreuses associations environnementales, incluant des soupçons de conflit d'intérêts au niveau local et de privatisation de la ressource. Dans cette problématique, la découverte d'une quantité industrielle de déchets plastiques retrouvée sur différentes parcelles autour du centre de production de la marque est également relevée.

## Propriétés et composition analytique
Le pH de l'eau Vittel est de 7,6. Vittel appartient au groupe des eaux moyennement minéralisées. L'extrait sec à 180 °C est de 1 084 mg/L.
| Espèce       | Formule | Teneur (mg/L) |
| ------------ | ------- | ------------- |
| Bicarbonates | HCO3−   | 384           |
| Calcium      | Ca2+    | 240           |
| Chlorures    | Cl−     | 8             |
| Fluorures    | F−      | 0,16          |
| Magnésium    | Mg2+    | 42            |
| Nitrates     | NO3−    | 4,4           |
| Potassium    | K+      | 1,9           |
| Sodium       | Na+     | 5,2           |
| Sulfates     | SO42−   | 400           |

## Historique
Vittel est une cité thermale dès l’époque gallo-romaine.

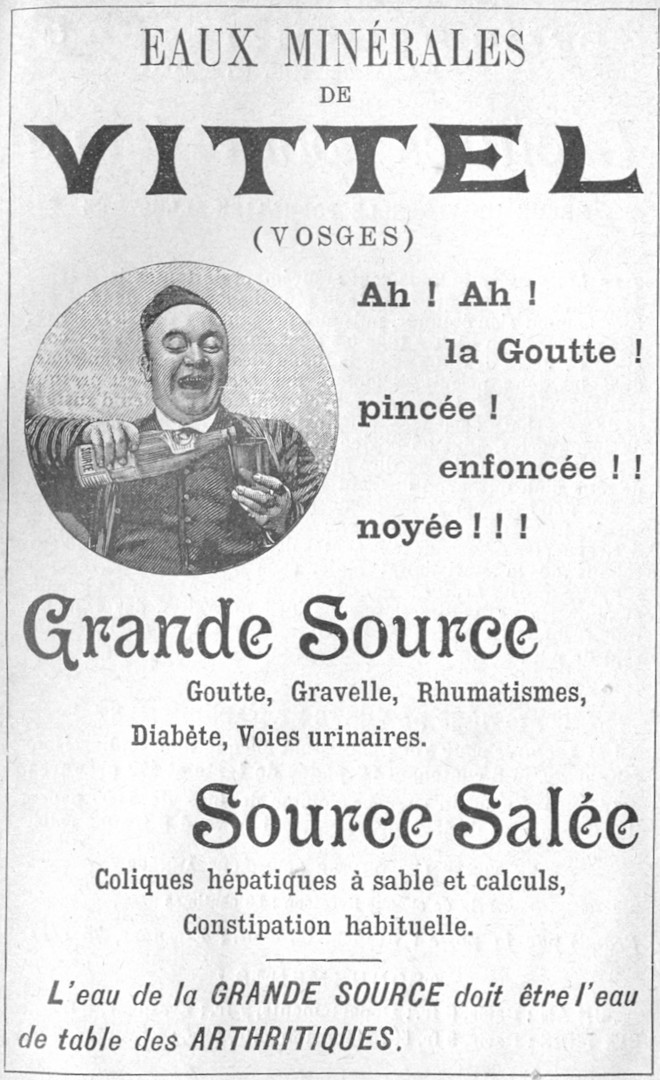
Publicité pour l'eau de Vittel, en 1905.

Louis Bouloumié, après trois cures les années précédentes, rachète le 13 décembre 1854 au cultivateur Charles Rifflard, la source de Gérémoy, réputée diurétique, et un pré de 80 ares, à Vittel dans les Vosges. En 1855, il obtient l'autorisation gouvernementale d'exploiter la source. L'année suivante, il crée la station thermale de Vittel. Il décide de commercialiser l'eau minérale de Vittel en bouteille pour la cure à domicile. En 1856, les bouteilles sont en grès. Au décès de Louis Bouloumié en 1869, la source est reprise par son fils aîné Ambroise (né le 25 novembre 1843 à Toulouse), qui fut d'abord avocat à Toulouse et secrétaire de l'homme politique Émile Ollivier de 1865 à 1868. La première ligne d'embouteillage est mise en place en 1875. La Société générale des eaux minérales de Vittel (SGEMV), regroupant Vittel et Hépar[source insuffisante], est créée en 1882. En 1898, première bouteille en verre.
En 1903, Jean Bouloumié succède à son père Ambroise à la direction de la station thermale. Puis, il succède en 1938 au sénateur Maurice Flayelle à la tête du conseil d'administration de la Société des eaux. Une unité d'embouteillage plus productive est mise en place en 1930 avec quatre lignes automatisées de 6 000 bouteilles/heure.
Au décès de Jean Bouloumié en 1952, la succession est assurée par sa sœur Germaine Bouloumié (1885-1981). En 1968, première bouteille en PVC. En 1969, le groupe suisse Nestlé entre au capital de Vittel, à hauteur de 30 %. En 1972, Guy de la Motte-Bouloumié, neveu de Germaine, prend la direction de la SGEMV.
En 1974, la bouteille ronde devient carrée. En 1989, la société des eaux de Vittel rachète et relance la production de l'eau minérale Quézac. En 1992, Nestlé rachète Vittel et l'intègre dans sa division Eaux, Nestlé Waters, qui comprend Perrier, Contrex et Hépar. En 1994, première bouteille en PET. Les thermes sont cédés au groupe Partouche en 2001 puis rachetés par la commune de Vittel en 2008.
Dès 2014, des décharges massives de plastiques sont découvertes près des usines de la marque Vittel. Dès 2018, la marque Vittel est accusée de pomper excessivement la nappe phréatique.
En 2024, un rapport interne met en évidence un taux important d'arsenic.

## Production
La production annuelle en bouteilles est en 1898 de 1 million, en 1903 de 3 millions, en 1913 de 10 millions, en 1921 de 14 millions, en 1947 de 34 millions, en 1951 de 100 millions, en 1960 de 233 millions, en 1990 de 1 milliard et en 2009 de 900 millions. En 2009, l'entreprise possède 15 lignes d’embouteillages avec des cadences pouvant atteindre 35 000 bouteilles/heure.
L'usine d'embouteillage produit plus de 2 milliards de bouteilles par an pour les marques Vittel, Contrex et Hépar (elle est reliée par des pipelines avec l'usine Contrex à Contrexéville à quelques kilomètres de Vittel qui continue à embouteiller l'eau Contrex, cela permet d'embouteiller Contrex indifféremment dans l'usine de Vittel ou Contrex).
En 2009, la marque Vittel est présente dans une centaine de pays. Les bouteilles sont à 90 % commercialisés en Europe dont 49 % en France, 20 % en Allemagne, 12 % en Belgique, 10 % en Grande-Bretagne. En 2021, la destination des eaux extraites a évolué : 67 % destinée à la France et 33 % à l'étranger, dont 60 % pour l'Allemagne. L'entreprise utilise une source en France, en Belgique et en Suisse (« Grande source »), et une seconde source pour l'Allemagne et le reste du monde (« Bonne source »). Début 2022, Nestlé annonce la cessation de l'export de la marque Vittel vers l'Autriche et l'Allemagne (où l'image de la marque a été grandement écornée par les scandales environnementaux) pour se concentrer sur d'autres marques. Les autres marques, Contrex et Hépar sont quasi exclusivement vendues en France.
En complément de l'eau minérale, Nestlé a commercialisé plusieurs produits cosmétiques en contenant[source insuffisante]. L'atomiseur en 1978, la ligne de soins en 1984, la crème de nuit et le démaquillant pour les yeux en 1986, le gel gommant pour le visage et le lait démaquillant en 1988. En 1990, le groupe L'Oréal, par l'intermédiaire de sa filiale LaSCAD, signe un accord de licence pour des produits cosmétiques qu'il commercialise en grande distribution[source insuffisante].

## Impact écologique

### Surexploitation de la nappe phréatique
La nappe phréatique de Vittel, isolée des autres nappes phréatiques (le tout formant la nappe des grès du Trias inférieur - GTI), est surexploitée ; près de la moitié de l'eau est exploitée par la mise en bouteille (Nestlé Waters) et une fromagerie industrielle (Ermitage),. Selon l'ONG Vosges Nature Environnement, 80 % du déficit de la nappe (800 000 m3) est du fait de l'embouteillage.
Il est prévu que le niveau de l'eau baisse de 4 mètres entre 2016 et 2050. L'association « La vigie de l'eau » et une commission locale sont chargées de trouver des stratégies d'économie d'eau. La solution d'abord retenue est la création d'un réseau parallèle de canalisations pour alimenter la ville depuis d'autres ressources en eau déjà utilisées par d'autres villes. Pour plusieurs institutions publiques et privées, cela reviendrait à privatiser la nappe phréatique de Vittel. La construction de ce réseau (dont le coût est estimé entre 8 et 17 millions d'euros) serait en partie financé par Nestlé,. Des soupçons de conflits d'intérêts entre Nestlé, l'association « La vigie de l'eau » et la commission ont été signalés en 2016 au parquet d'Épinal avec le soutien d'Anticor, et le procès s'est ouvert le 15 septembre 2021,,. Des liens unissent par exemple la présidente de la Commission locale de l’eau (en charge d’examiner les scénarios d’action pour remédier au déficit en eau de la nappe) et le groupe Nestlé (employeur de son mari). Le projet est finalement écarté et la présidente de la Commission locale de l'eau  est reconnue coupable de prise illégale d'intérêt, et condamnée à 3 mois de prison avec sursis.
Le directeur du site indique en 2021 que les volumes prélevés dans la nappe phréatique dépasse sa capacité de recharge.
Cet impact écologique est plus marqué dans les médias allemands que dans les médias français. Pour le site Arrêt sur images, cela est dû à l'impact économique du groupe Nestlé sur la région.
Nestlé a annoncé réduire ses extractions d'eau profonde de plus de moitié, l'arrêt de la baisse des nappes n'est pas attendu avant 2027.

### Décharges de déchets plastiques
En 2014, une décharge de déchets plastiques illégale a été signalée à Nestlé sur un terrain lui appartenant. 3 autres décharges sont découverte plus tard, dont une contenant 42 000 m3 de plastique d'après la direction régionale de l'Environnement, de l'Aménagement et du Logement. Nestlé attend 2017 pour les reconnaître.
En 2021, Nestlé informe l'État de l'existence des décharges, et lui annonce avoir lancé des investigation en 2019. L'entreprise reconnaît 9 décharges de déchets plastiques, dont 4 datant des années 1960 et 1970. Elle indique toutefois ne pas se considérer responsable pour les décharges datant d'avant son rachat de Vittel.
L'entreprise a annoncé souhaiter nettoyer les décharges sur ses terrains et a indiqué avoir mandaté une entreprise pour restaurer le site, toujours en l'état de décharge en 2023.

### Filmographie
- [vidéo][Production de télévision] « À sec - La grande soif des multinationales », Robert Schmidt, Alexander Abdelilah, Jörg Daniel Hissen (auteurs) sur Arte, 17 août 2022, 52 min
- [vidéo][Motion picture] « Main basse sur l'eau », Jérôme Fritel (auteur), 2019, 90 min (consulté le 27 décembre 2023)